# Pep Cargol
Josep „Pep“ Cargol Costa (* 10. März 1968 in Sant Joan les Fonts) ist ein ehemaliger spanischer Basketballspieler.

## Leben
Cargol spielte in der Saison 1985/86 bei Lícor 43 Santa Coloma erstmals in der höchsten Spielklasse Spaniens, Liga ACB, stieg mit der Mannschaft jedoch ab. Die Saison 1986/87 begann er mit Santa Coloma in der zweiten Liga, im Dezember 1986 wurde er von Real Madrid verpflichtet. Der 2,04 Meter große Flügelspieler blieb bis 1995 bei Real. In dieser Zeit errang er mit den Madrilenen 1995 den Europapokal der Landesmeister, 1989 und 1992 den Europapokal der Pokalsieger, 1988 den Korać-Cup, 1993 und 1994 die spanische Meisterschaft sowie 1989 und 1993 den spanischen Pokalwettbewerb.
Von 1995 bis 1998 stand er bei Valvi Girona in der Liga ACB unter Vertrag, 1998/99 spielte Cargol im Nachbarland Portugal bei Benfica Lissabon. Seine weiteren Mannschaften: Caja San Fernando (Spanien, 1999/2000), PAOK Thessaloniki (Griechenland, 2000/2001), Gijón Baloncesto (Spanien, 2001/2002) und der Zweitligist CAI Zaragoza (Spanien, 2002/2003).
1985 wurde Cargol mit Spaniens Auswahl Zweiter der Kadetteneuropameisterschaft. Er bestritt 46 A-Länderspiele, nahm an der Europameisterschaft 1991 teil und gewann bei diesem Turnier die Bronzemedaille. 1994 gehörte er zu Spaniens Aufgebot, das bei der Weltmeisterschaft antrat.

### Nach der Spielerkarriere
Er wurde beruflich als Physiotherapeut mit eigener Praxis in Zaragoza tätig und führte zudem Lehraufträge an der Universität San Jorge in Zaragoza aus.
2008 wechselte er als Trainer in den Nachwuchsbereich von CAI Zaragoza, 2010 übernahm Cargol das Traineramt bei El Olivar, der Ausbildungsmannschaft Zaragozas, in der vierten Liga Spaniens. 2014 wechselte er in den Trainerstab von CAI Zaragoza, war dort als Assistenztrainer tätig. Ende Januar 2018 wurde er nach der Entlassung von Jota Cuspinera ins Amt des Cheftrainers befördert, welches er bis zum Saisonende 2017/18 ausübte, ehe er im Juni 2018 bei CAI Zaragoza den Sportdirektorenposten antrat.